# Жак I дьо Бурбон-Ла Марш
Жак I дьо Бурбон-Ла Марш (на френски: Jacques I de Bourbon-La Marche; * 1321, † 6 април 1362, Лион, Кралство Франция) е граф на Ла Марш (1342 – 1361), граф на Понтийо (1351 – 1360), конетабъл на Франция (1354 – 1356) и френски военачалник от времето на Стогодишната война. Основател е на кадетската линия Бурбон-Ла Марш и е прародител на краля на Франция Анри IV.

## Произход
Жак е по-малък син на Луи I дьо Бурбон „Куция“ (* 1279, † 1341), 1-ви херцог на Бурбон, и на Мария д'Авен (* 1280, † 1354), дъщеря на Жан II д'Авен, като Жан/Йохан I граф на Хенегау и като Жан/Йохан II граф на Холандия и на Зеландия. Има двама братя и пет сестри:
- Пиер I (* 1311 † 1356), 2-ри херцог на Бурбон от 1341 г., съпруг на Изабела дьо Валоа
- Жана (* 1311, † 1402), съпруга на Гиг VII, граф на Форез
- Маргарита (* ок. 1315, † 1370), съпруга на Жан II дьо Сюли, господар на Сюли, и на Ютин, господар на Вермей
- Мария (* 1315, † 1387), княгиня на Галилея като съпруга на Гиг дьо Лузинян и княгиня на Таранто като съпруга на Роберт Анжуйски от Таранто
- Филипа (* декември 1316, † сл. 1327)
- Жак (* 9 декември 1318)
- Беатрис (* 1320, † 1383), кралица на Бохемия и графиня на Люксембург като съпруга на Жан Люксембургски, съпруга на Юд II дьо Грансе, господар на Грансе.

## Живот
След смъртта на баща му през 1341 г. Жак наследява Графство Ла Марш.
През 1341 – 1342 г. той заедно с брат си, херцога на Бурбон Пиер I, участва във войната за бретанското наследство на страната на френския претендент Шарл III дьо Блоа. На 26 август 1346 г. взема участие в битката при Креси, и е ранен. Същата година срещу ежегодна рента от 4000 ливри се отказва от правата си над Херцогство Бурбон.
През 1349 г. е назначен за командващ на кралските армии в Лангедок, а през 1351 г. и в Пикардия. Също поема управлението на Графство Понтийо.
След смъртта през 8 януари 1354 г. на конетабъл Шарл дьо Ла Серда кралят назначава Жак на поста. Въпреки това, на 9 май 1356 г., Жак подава оставка в полза на граф Готие VI дьо Бриен.
На 19 септември 1356 г. Жак участва в битката при Поатие, завършила с разгром на френската армия. Неговият по-голям брат Пиер I загива, а самият Жак е ранен и попада в плен. Отведен е в Англия. В плен е до мира в Бретини през 1360 г. В резултат на договора Жак губи Графство Понтийо, което е присъединено към Англия. Жак се връща във Франция, а от 1361 г. участва в очистването на Франция от наемнически банди.
На 6 април 1362 г. Жак умира от раните си, получени в битката около Бриние (в района на Лион). В същата битка получава смъртна рана големият му син Пиер, който наследява Графство Ла Марш, но умира няколко дни след баща си.
Погребан е в Църквата на якобинците в Лион.

## Брак и потомство
∞ 1335 г. за Жана дьо Шатийон (* 1320, † 15 август 1371), господарка на Льоз, на Конде сюр Леско, на Каранси, на Дуизан, на Обини ан Артоа и на Букуа, дъщеря на Хю дьо Шатийон, господар на Льоз и ба Конде, и на Жана, госпоарка на Аржие и на Като, от която има трима сина и една дъщеря:
- Изабела дьо Бурбон-Ла Марш (* 1340, † 15 май 1371 вероятно в Пуансе); ∞ 1362 (договор) за Луи II дьо Бриен († 1364), виконт на Бомон; 2. 1364 за Бушар VII дьо Вандом († 1371), граф на Вандом и на Кастър
- Пиер I дьо Бурбон-Ла Марш (* 1342, † 1362, Лион), граф на Ла Марш (1362) само за няколко дни поради смъртта си,
- Жан I дьо Бурбон-Ла Марш (* 1344, † 1393, Вандом), граф на Ла Марш (1362), граф на Вандом и на Кастър от 1371 г.
- Жак I дьо Бурбон-Ла Марш (* 1345/50, † 1416/септември 1417), господар на Прео, на Аржие, на Дангю и на Тюри, родоначалник на кадетската линия Бурбон-Прео.